# Смирнов, Владислав Леонидович
Владислав Леонидович Смирнов (18 июня 1937, Челябинск — 11 августа 1995) — советский хоккеист, нападающий, футболист. Мастер спорта СССР. Тренер.

## Биография
Воспитанник хоккейной команды СК ЧТПЗ («Металлург Востока»). Окончил ЧИМЭСХ (1955—1960).
Играл в футбол за «Локомотив» Челябинск (1957—1958, 1962—1963).
Играл в хоккей за «Металлург» Серов (1954/55), «Буревестник» / «Урожай» Челябинск (1955/56 — 1959/60), «Трактор» Челябинск (1960/61 — 1964/65).
В 1963 был избран капитаном «Трактора». Из=за травм и инфаркта врачи запретили играть в хоккей на два года. 15 февраля 1965 года был утверждён старшим тренером «Трактора». В 11 матчах команда ни разу не выиграла и вылетела из I группы класса «А». В следующем сезоне Смирнов значительно омолодил команду. Но у него не сложились отношения с помощником. Смирнов написал руководству спортклуба о невозможности совместной работы, но был уволен.
Работал в челябинском «Восходе» вторым тренером до 1969 года. Затем работал тренером в «Горняке» Рудный (1969/70), «Сельхозвузовце» (1971/72), облсовете «Трудовые резервы», «Восходе» (1974—1980), пгт Буревестник, Кустанайская область (1980—1986). До 1987 года работал в ДЮСШ по хоккею № 14 ГорОНО Челябинска.
Скончался 11 августа 1995 года.